# Wicko Wielkie
Wicko Wielkie (niem. Grosser Vietziger See) – jezioro w północno-zachodniej Polsce; dawna zatoka północnej części Zalewu Szczecińskiego oddzielona mieliznami i cieśninami delty wstecznej Świny.  
Administracyjnie większa część zachodnia należy do miasta na prawach powiatu Świnoujście, a wschodnia do powiatu kamieńskiego (gminy Międzyzdroje).
Jezioro o powierzchni 12 km², z czego około 95% znajduje się w obszarze Wolińskiego Parku Narodowego, od południowego wschodu zamknięte Pagórkami Lubińsko-Wapnickimi.
Na wschodnim brzegu jeziora znajdują się 2 porty morskie: Lubin i Wapnica. W pobliżu północnej części jeziora leży śródlądowa przystań żeglarska Łunowo.
Na północnym brzegu, w rejonie przystani żeglarskiej prowadzi znakowany turystyczny  E9 Szlak Nadmorski im. dr. Czesława Piskorskiego (Świnoujście → Międzyzdroje). 
0,2 km na wschód od przystani pomnik przyrody około 500-letni „Dąb Wikingów”, o obwodzie 650 cm.
W 1949 wprowadzono urzędowo rozporządzeniem polską nazwę Wicko Wielkie.